# David Krumholtz
David Krumholtz (Nova York, 15 de maio de 1978) é um ator americano conhecido por interpretar o professor Charlie Eppes na série de televisão Numb3rs e Seth Goldstein no filme Harold & Kumar Go to White Castle e suas duas continuações, Harold & Kumar Escape from Guantanamo Bay e A Very Harold & Kumar 3D Christmas. Também se destacou como Bernard the Arch-Elf em The Santa Clause e sua continuação The Santa Clause 2, além de "Mr. Universo" no filme Serenity e Michael em 10 Things I Hate About You.